# 신경 조직
신경 조직(영어: nervous tissue)은 신경계를 구성하는 주된 조직으로, 상피 조직, 결합 조직, 근육 조직과 더불어 동물의 네 가지 기본 조직에 속한다. 전기 자극을 받으면 흥분하는 신경 세포로 이루어져 있어, 전기 신호의 형태로 정보를 전달하고 신체 부위를 통제할 수 있다. 이러한 신경 조직의 기능 덕택에 개체가 체내 및 주변 환경의 변화를 인지하여 적절하게 반응할 수 있는 것이다.
신경계는 해부학적으로 중추신경계와 말초신경계로 구분되는데, 각 영역의 신경 조직은 형태와 기원이 서로 다르다. 대체로 중추신경계는 신경관의 상피 조직으로부터, 말초신경계는 신경능선으로부터 만들어진다. 두 영역의 신경 조직이 이처럼 다른 세포들에서 유래하여 각자 발생한다는 것이 전통적인 견해였으나, 최근 연구는 다양한 세포와 신호들이 중추신경계-말초신경계 경계를 넘나듦을 보여준다.

## 구성

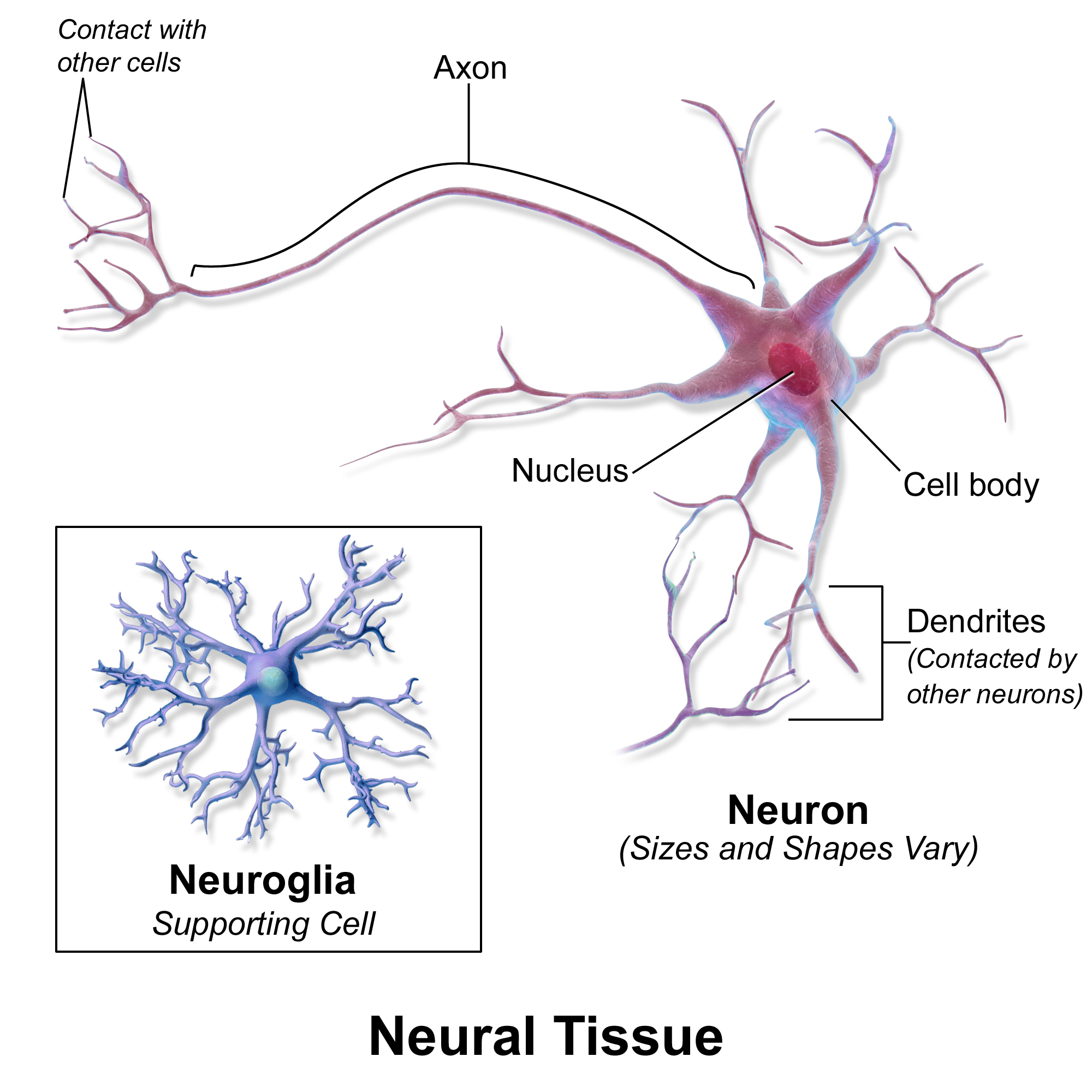
신경조직을 이루는 세포는 크게 신경세포와 신경아교세포로 구분된다.

신경조직을 이루는 세포를 신경세포와 신경아교세포로 분류할 수 있다. 신경세포는 자극을 전달하는 신경조직 고유의 기능을 수행하는 세포로, 시냅스와 신경전달물질을 통해 서로 이어져 복잡한 연결망을 이루고 있다. 신경아교세포는 신경세포를 가까이에서 둘러싸고 있으며, 신경세포를 구조적으로 지지하거나 손상된 신경세포의 복구에 관여하는 등 다양한 기능을 수행한다.

### 신경세포
신경세포는 신경세포체와 돌기로 구성된다. 신경세포체는 신경세포의 핵과 그 주변의 각종 세포소기관이 위치한 부위로, 광학현미경 하에서 뚜렷한 핵소체와 풍부한 리보솜이 관찰된다. 특히 리보솜은 염기성 염색약에 의해 진하게 염색되는데, 이와 같은 구조를 니슬소체(Nissl body)라고 부른다. 신경세포의 돌기 가운데 가지돌기는 신경세포체를 향해서, 축삭은 신경세포체로부터 멀어지는 방향으로 전기적 자극을 전달한다. 대개 축삭이 돌기 가운데 가장 길고 가지돌기는 비교적 짧다. 니슬소체 및 자유 리보솜 등의 세포소기관은 가지돌기에는 존재하지만 축삭에는 존재하지 않는다.

### 신경아교세포
신경아교세포는 중추신경계에 존재하는지 말초신경계에 존재하는지에 따라 중추아교세포(central neuroglia)와 말초아교세포(peripheral neuroglia)로 분류된다. 대표적인 신경아교세포의 종류를 열거하면 다음과 같다.

#### 중추아교세포
별아교세포는 신경아교세포 가운데 가장 큰 세포로, 돌기를 뻗어 혈관 및 신경세포를 감싼다. 별아교세포의 돌기 말단 가운데 혈관을 감싸는 것은 혈액뇌장벽을 유지하는 데에 관여하며, 신경세포를 감싸는 것은 신경전달물질이 연접 외부로 확산되는 것을 막거나 과도하게 분비된 신경전달물질을 제거하는 역할을 한다고 알려져 있다. 그 밖에 중추신경계통에서 말이집을 형성하는 역할을 담당하는 희소돌기아교세포, 중추신경계통 손상이나 질병이 있을 때 포식작용을 담당하는 미세아교세포, 뇌실계통의 내부 표면을 덮는 뇌실막세포 등이 중추아교세포에 속한다.

#### 말초아교세포
슈반세포는 말초신경계통의 신경 축삭을 여러 겹으로 둘러싸 말이집을 형성한다. 위성세포는 말초신경계통에 존재하는 신경세포의 신경세포체를 둘러싸 전기적으로 절연시키고 물질 교환을 매개한다.

## 형태

### 신경세포체와 축삭의 분포
신경조직을 이루는 신경 세포들은 아무렇게나 배열된 것이 아니라, 주로 신경세포체가 모여 있는 부분과 주로 축삭으로 되어 있는 부분이 뚜렷이 구분된다.
중추신경계에서 신경세포체가 모여 있는 부분은 비교적 짙게 보이므로 회색질이라고 부르고, 축삭이 모여 있는 부분은 미엘린 때문에 희게 보이므로 백색질이라고 부른다. 회색질에는 신경세포체와 가지돌기가 있으므로 시냅스도 대부분 이곳에서 이루어진다. 축삭·가지돌기 및 신경아교세포 돌기들이 어지럽게 얽혀 신경그물(neuropil)을 이루므로 H&E 염색으로는 분간하기 어렵고 특수한 염색 방법을 사용해서 관찰해야 한다. 한편 백색질에는 축삭·신경아교세포·혈관이 있으며 신경세포체는 존재하지 않는다. 백색질의 축삭 가운데 출발 지점과 도착 지점이 서로 비슷해 구조적·기능적으로 밀접하게 연관되어 있는 것들을 묶어 신경로라고 일컫는다. 신경로의 경계는 명확히 정하기 어려운 경우가 많다.

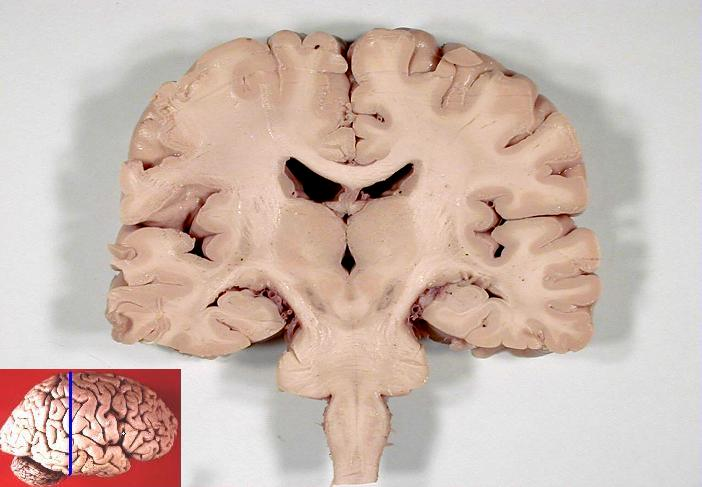
사람 뇌의 관상 단면. 진한 회색질이 중심과 표면에, 연한 백색질이 그 사이에 분포한다.

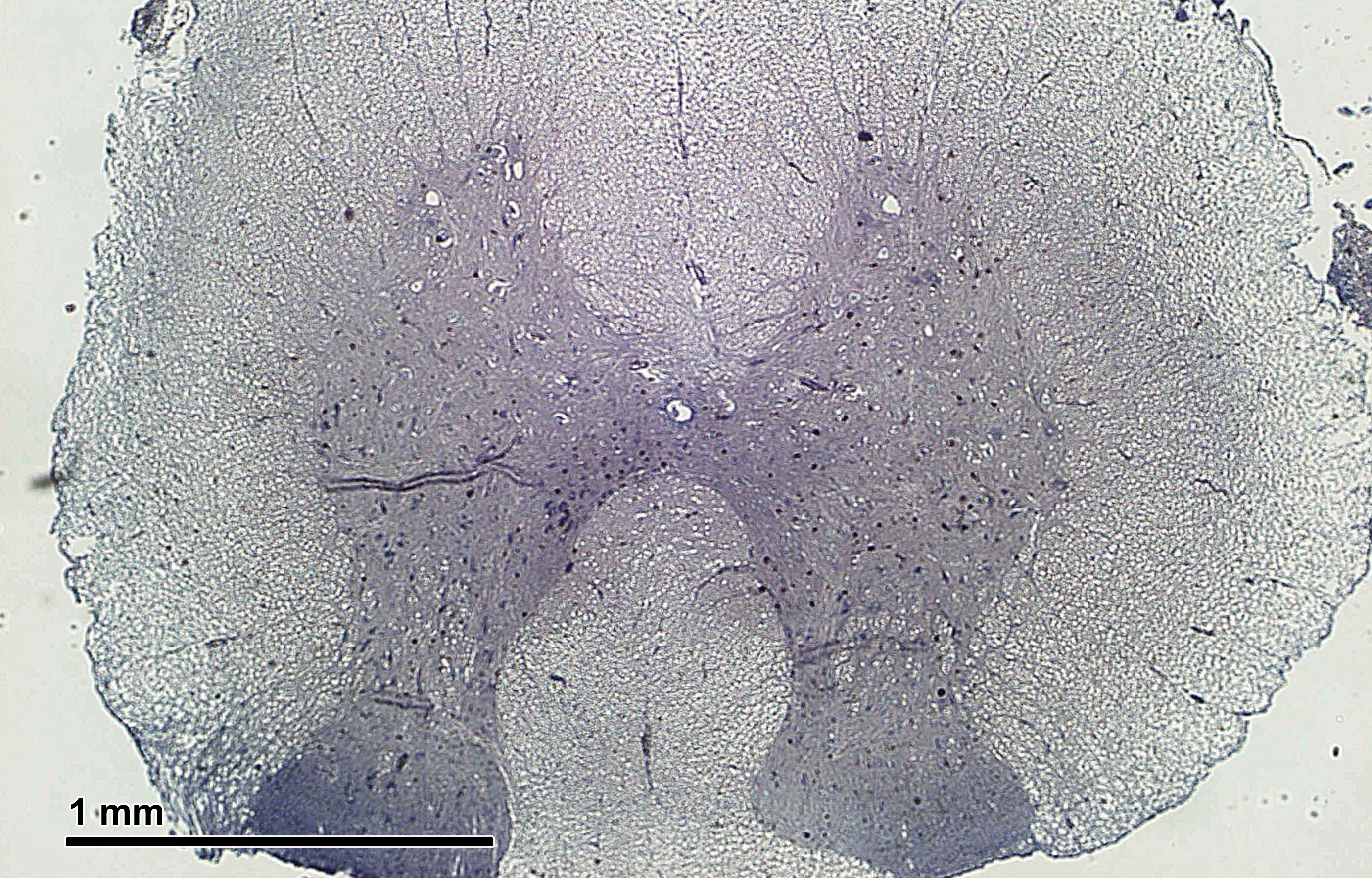
쥐 척수의 가로 단면. 진한 회색질이 가운데 쪽에, 연한 백색질이 바깥쪽에 분포한다.

회색질과 백색질의 배열 양상은 부위에 따라 다르게 나타난다. 척수에서는 회색질이 안쪽, 백색질이 바깥쪽에 위치한다. 대뇌와 소뇌에서도 중심부에 바닥핵 혹은 기저핵이라는 회색질 덩어리들이 존재하고 백색질이 그 주변을 둘러싸고 있지만, 척수와 달리 가장 표면 부위에 추가적으로 회색질 층이 있어서 대뇌겉질 및 소뇌겉질을 형성한다. 뇌줄기에서는 회색질과 백색질을 구분하기 어렵다. 다만 뇌신경을 이루는 신경세포들의 핵이 몇몇 부위에 밀집되어 존재하며 그 주변을 다소 불분명한 신경로들이 둘러싸고 있다는 점에서 중추신경계통의 나머지 부위와 비슷한 배열 양상이 나타난다고 볼 수도 있다.
한편 말초신경계에서는 주로 축삭으로 이루어진 신경과 신경세포체가 모여 있는 신경절을 구분할 수 있다. 신경은 신경섬유 다발을 결합조직이 둘러싸고 있는 형태로 되어 있다. 신경을 이루는 축삭이 뻗어 나온 신경세포체는 중추신경계에 위치할 수도, 말초신경계의 신경절에 위치할 수도 있다. 운동신경은 모두 중추신경계의 운동 신경세포에서 뻗어 나오는 반면, 감각신경의 신경세포체는 척수의 뒤뿌리 근처에 위치하는 뒤뿌리신경절에 모여 있다. 자율신경계의 일부 신경세포체는 척추옆신경절(paravertebral ganglia), 척추앞신경절(prevertebral ganglia) 등에 모여 있다. 특히 부교감신경계통의 신경세포체는 작용하는 기관 내부 또는 근처에 위치하는 경우가 많은데, 이러한 신경절을 종말신경절(terminal ganglia)이라고 부른다.

### 조직의 경계
중추신경계는 신경상피세포로 이루어진 길쭉한 관인 신경관이 변하여 만들어진 것이기 때문에, 조직의 생김새가 상피 조직과 닮은 점이 있다. 많은 경우에 상피 조직은 한쪽으로는 외부와 통하거나 체액으로 들어찬 내강과 맞닿고, 다른 한쪽으로는 바닥막을 통해 체내의 다른 조직으로 이어진다. 중추신경계의 신경 조직도 이런 꼴로 경계 지어진다. 가장 안쪽에는 뇌실막세포가 있어 뇌척수액으로 들어찬 뇌실계 및 중심관과 맞닿는데, 이는 신경관의 내강이 변하여 된 것이다. 가장 바깥쪽에는 바닥막이 있어 중추신경계 전체를 에워싼다.
별아교세포는 수많은 돌기를 뻗어 중추신경계 조직 경계를 보강하는 아교경계막(glial limiting membrane, glia limitans)을 만든다. 중심부 별아교세포의 돌기는 뇌실막세포의 주름진 바닥면과 깍지를 끼듯이 맞물려 뇌실막을 에워싸는데, 이를 안쪽 아교경계막(inner glial limiting membrane) 또는 뇌실주위아교경계막이라고 부른다. 한편 외곽의 별아교세포들이 돌기를 뻗어 바닥막 바로 안쪽에서 중추신경계를 에워싸는 막을 형성한 것을 바깥쪽 아교경계막(outer glial limiting membrane) 또는 얕은아교경계막(glia limitans superficialis)이라고 부른다.

민말이집신경과 말이집신경의 구조.

말초신경계도 형태가 비슷해서, 바닥판과 신경아교세포 층이 조직의 바깥 경계를 이룬다. 신경에서는 별아교세포 대신 슈반세포가 축삭을 둘러싼다. 슈반세포 하나가 지름이 큰 축삭 하나를 여러 겹으로 감싸 말이집을 이룬 경우를 말이집신경이라고 한다. 말이집이 없는 민말이집신경을 이루는 축삭도 슈반세포 세포질로 둘러싸여 있다. 이러한 슈반세포를 레마크 세포(Remak cell)라고 부르는데, 지름이 작은 축삭 여럿을 얕게만 감싸기 때문에 말이집이 없는 것이다. 레마크 세포는 신경의 주행 방향으로 길쭉한 모양이며 표면에는 길이 방향으로 고랑이 여럿 있다. 고랑마다 지름이 작은 축삭이 들어 있어서, 많게는 20개의 축삭을 한 번에 둘러싼다. 일부 영역에서는 고랑이 열려 있어 안쪽의 축삭이 바깥에 직접 노출되기도 한다. 말이집신경과 민말이집신경 모두 바닥판이 슈반세포 바깥을 에워싸고 있다. 한편 신경절에서는 위성세포가 신경세포체를 감싸며, 역시 바닥판이 그 바깥을 에워싼다.

### 주변 결합조직
신경조직 주변에는 그 형태 유지와 기능을 돕는 다양한 결합조직이 존재한다. 중추신경계는 경막·거미막·연막이라는 세 겹의 뇌척수막으로 둘러싸여 있다. 거미막과 연막은 둘 다 여린 결합조직 층으로, 한 겹의 중간엽에서 같이 발생하여 가까이 붙어 있으므로 아울러서 연질뇌척수막(leptomeninx, pia-arachnoid)이라고 부르기도 한다. 연막의 한쪽 면은 신경조직 표면의 바닥막과 바로 맞닿고, 다른 쪽 면은 거미막밑공간을 통해 거미막을 마주본다. 거미막밑공간 안에는 길쭉한 섬유아세포로 이루어진 성긴결합조직이 거미줄처럼 얽혀 있어 이를 거미막잔기둥(arachnoid trabeculae)이라고 하며, 혈관이 그 사이로 지난다. 거미막공간을 마주보는 연막·거미막·거미막잔기둥은 모두 얇은 편평상피 층으로 덮여 있다. 거미막보다 바깥쪽에는 두꺼운 치밀결합조직으로 이루어진 경막이 있다. 뇌경막은 두 층으로 되어 있는데, 안쪽에는 뇌막층이 있고 바깥쪽에는 머리뼈 뼈막과 이어지는 뼈막층이 있다. 반면 척수경막은 뇌경막의 뇌막층하고만 이어지므로 척추의 뼈막과 별개이다.
말초신경계의 신경조직 역시 다양한 결합조직으로 둘러싸여 있다. 신경을 이루는 각 신경섬유를 신경속막(endoneurium)이라는 성긴결합조직이 둘러싸며, 이러한 신경 다발(nerve fascicle)을 신경다발막(perineurium)이라는 특수한 결합조직이 둘러싸고 있다. 신경다발막으로 둘러싸인 섬유 다발이 모여 신경을 이루며, 신경바깥막(epineurium)이라는 치밀불규칙결합조직이 그 둘레를 에워싼다. 신경절 역시 신경다발막·신경바깥막과 연속적으로 이어지는 결합조직으로 둘러싸여 있다.

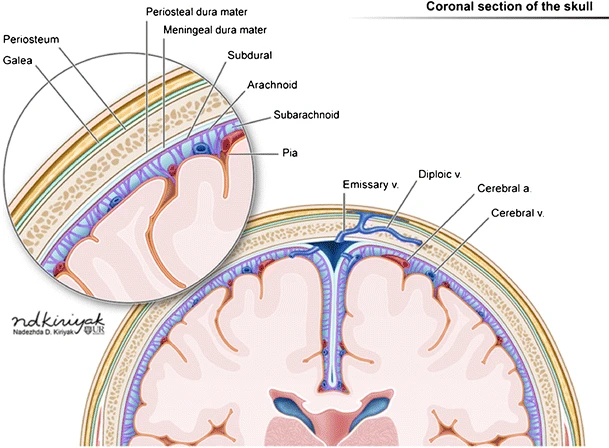
뇌척수막의 구조

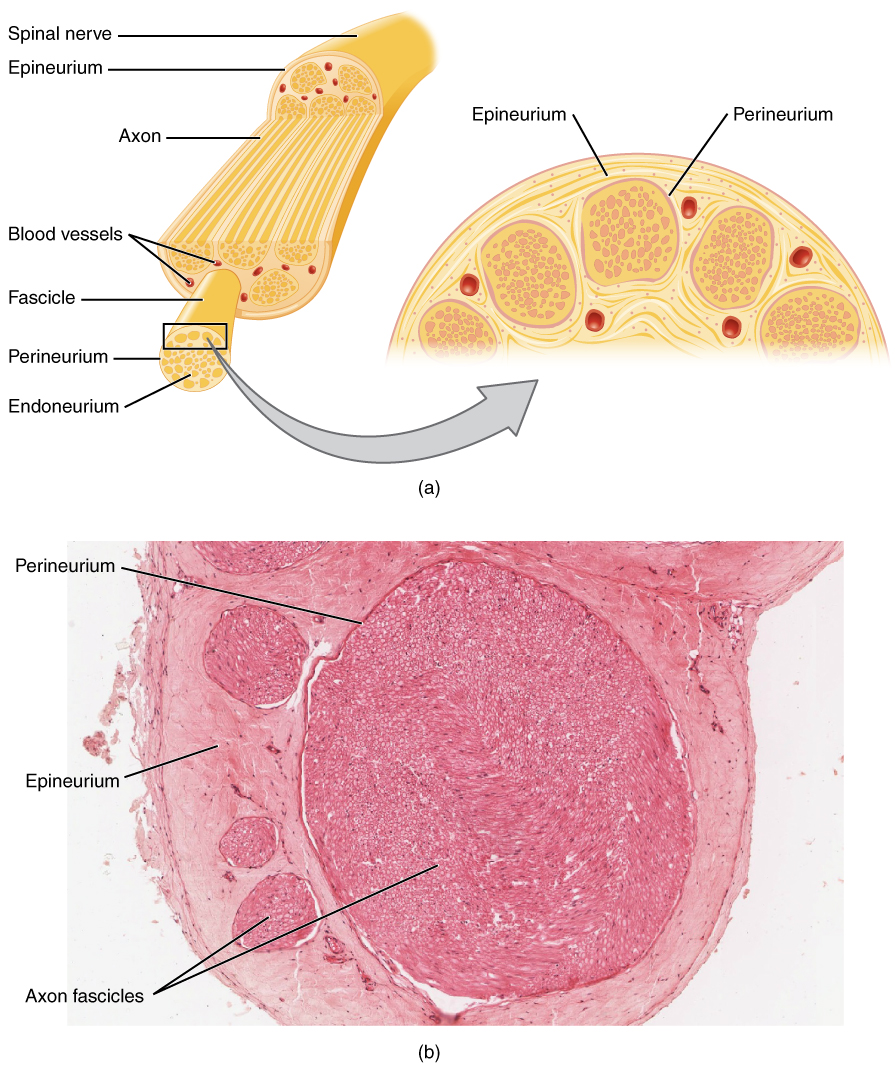
말초신경 주위 결합조직의 구조.

신경속막에 섬유아세포는 극소수로, 콜라겐 섬유는 대부분 슈반세포가 분비하는 것으로 추정된다. 그 밖에 내피세포·비만세포·큰포식세포 등이 신경속막에 존재한다. 반면 신경다발막을 이루는 세포들은 신경섬유 주변의 전기적 환경을 유지하는 특수한 기능을 수행하며 형태적으로도 독특하다. 편평하고 치밀이음이 있으며 바닥판과 맞닿아 있다는 점에서 상피모양(epithelioid)이라고 볼 수 있지만, 수축 능력이 있고 콜라겐 섬유를 합성할 수 있다는 점에서는 민무늬근 세포나 섬유아세포를 닮았다. 한편 신경에 딸린 지방 조직과 혈관은 주로 신경바깥막에 분포한다.

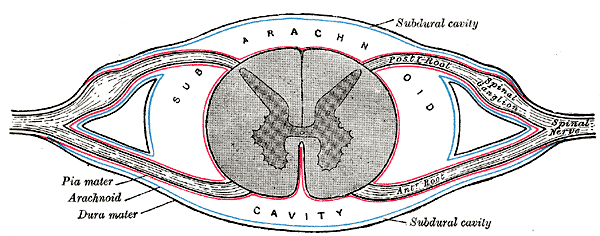
척수에서 뻗어 나가는 척수신경 및 주변 결합조직 층을 나타낸 모식도.

중추신경계와 말초신경계의 신경조직을 둘러싸는 결합조직 층들은 서로 이어져 있다. 신경바깥막은 경막에서 이어지고, 신경다발막의 바깥 층은 거미막에서 이어진다. 신경다발막의 안쪽 층은 신경뿌리를 둘러싸는 결합조직 막인 신경뿌리집(root sheath)에서 이어지는데, 신경뿌리집은 다시 두 층으로 이루어져 있다. 바깥 층은 주로 연막에서 이어지며, 안쪽 층은 한쪽이 열려 있는 관 모양으로 되어 있어 중추신경계의 특정한 결합조직과 이어져 있지 않다. 연막 및 신경뿌리집 바깥 층 조직은 성기게 되어 있고 세포 접착도 적기 때문에, 거미막밑공간의 뇌척수액이 신경조직의 세포 사이 공간과 통하게끔 한다. 신경속막은 이런 방식으로 거미막밑공간과 이어져 있다.

### 혈관과의 관계

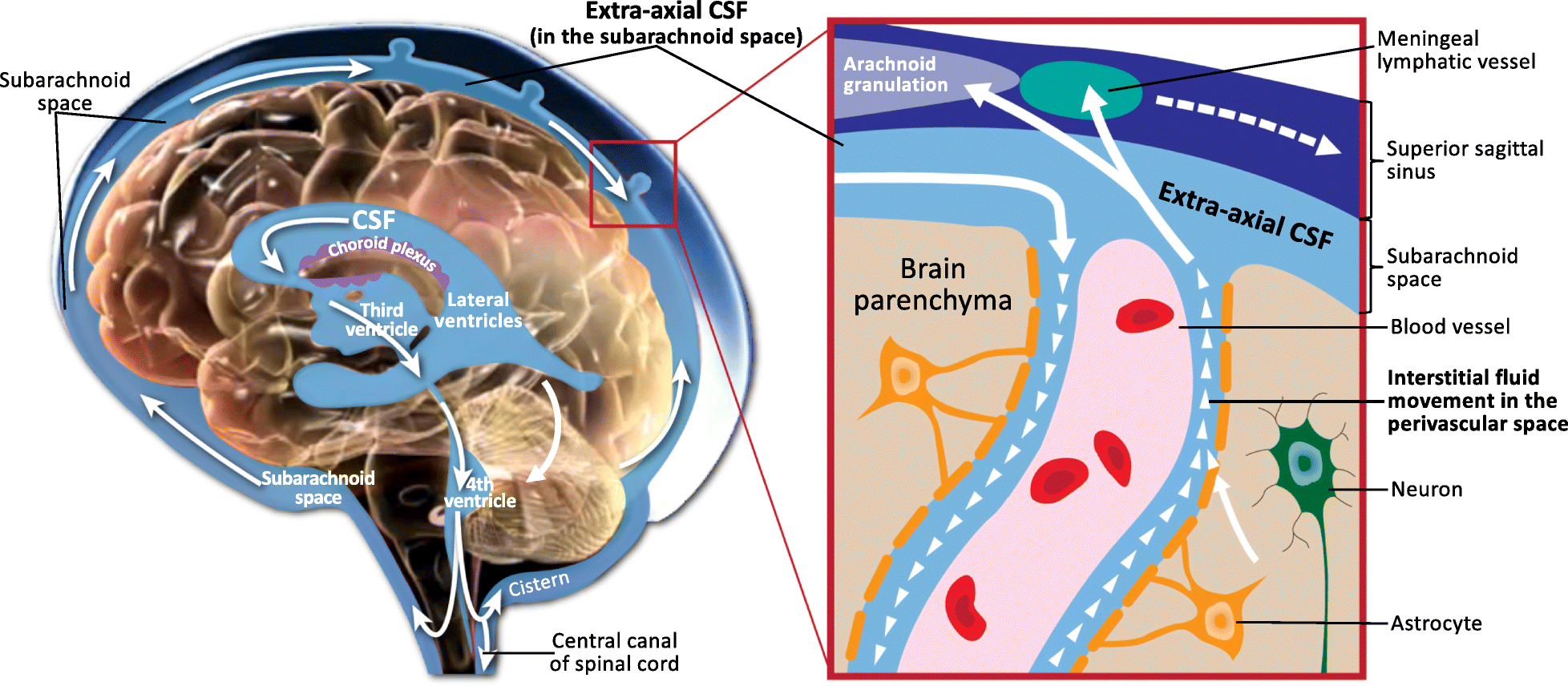
혈관주위공간은 뇌척수액 순환 경로의 일부이다.

중추신경계에서는 수많은 혈관이 신경조직을 관통하여 주행한다. 그 주위로 별아교세포들이 돌기를 뻗어 막을 이루는데 이를 혈관주위아교경계막(glia limitans superficialis)이라고 한다. 그런데 이 혈관들은 위치상으로는 신경조직 한가운데에 있을지 몰라도, 중추신경계를 둘러싸는 바닥막보다 바깥에서 출발해서 들어오는 것이므로 신경조직 기준으로는 외부에 있는 셈이다. 즉 혈관주위아교경계막은 신경조직의 바깥 경계에 해당하며, 따라서 얕은아교경계막과 마찬가지로 바닥막 및 연막과 맞닿아 있다. 이 연막 층과 혈관 사이에는 옷소매 모양의 혈관주위공간(perivascular space) 또는 피르호-로빈 공간(Virchow-Robin space)이 존재한다. 혈관주위공간은 뇌척수액 순환에서 중요한 역할을 하며, 일반적으로 거미막밑공간으로 이어진다고 여겨진다.
혈관이 신경조직 안쪽으로 더 깊이 파고들어 모세혈관이 되면 내피세포의 바닥막과 아교경계막의 바닥막이 서로 맞붙어 혈관주위공간이 사라진다. 이에 따라 모세혈관 내강과 신경조직 사이는 내피세포, 바닥막, 혈관주위아교경계막이라는 세 개의 층으로 가로막혀 있게 된다. 내피세포들이 마치 상피 조직처럼 치밀이음으로 서로 단단히 이어져 물질 교환을 방해하므로, 이 구조를 혈액뇌장벽이라고 부른다. 뇌혈관장벽이 중추신경계의 모든 모세혈관에 균일하게 존재하는 것은 아니다. 구토중추나 뇌하수체 등 일부 뇌실주위기관(circumventricular organ)에는 창모세혈관(fenestrated capillary)이 존재하여 물질 교환이 원활하게 이루어진다. 장벽의 이러한 틈새는 중추신경계에서 혈액의 조성 변화를 감지하여 적절하게 반응할 수 있도록 돕는 “뇌의 창문”이라고 여겨진다.
한편 말초신경계의 신경에 분포하는 혈관은 주로 신경바깥막 층에서 신경의 주행 방향을 따라 달리다가 신경다발막으로 가지를 뻗어 들어간다. 신경속막에는 혈관이 적은 편이므로, 축삭의 영양 공급 및 노폐물 제거를 위해서는 신경속막과 신경다발막 사이에서 확산을 통해 물질 교환이 이루어져야 한다. 이때 신경다발막 층에서는 치밀이음으로 이어진 여러 겹의 신경다발막 세포가 혈관을 둘러싸 물질 교환을 저해한다. 이를 혈액신경장벽(blood-nerve barrier)이라고 부른다.

## 발생
중추신경계통의 신경세포와 신경아교세포는 신경관을 이루는 신경외배엽 세포에서 기원한다. 예외적으로 큰포식세포의 전구세포에서 분화하는 미세아교세포만은 중배엽에서 기원한다. 한편 말초신경계통의 신경세포와 신경아교세포는 신경능선세포(neural crest cell)에서 기원한다.

## 주해
1. ↑  혈관주위공간을 혈관벽과 그 둘레의 연질뇌척수막 세포 층 사이의 공간으로 정의하여 피르호-로빈 공간과 다른 뜻으로 사용하는 경우도 있다.[23]
2. ↑  일부 혈관의 경우 혈관주위공간이 거미막밑공간이 아니라 바닥막과 연막 사이에 존재하는 이른바 연막밑공간(subpial space)으로 이어진다는 견해가 있다.[22][23]

## 참고 문헌
- Ross, Michael H. (2011). 《Histology: a text and atlas : with correlated cell and molecular biology》 6판. Philadelphia: Wolters Kluwer/Lippincott Williams & Wilkins Health. ISBN 978-0-7817-7200-6.
- Moore, Keith L., et al. (2010). 《Clinically oriented anatomy》 6판. Philadelphia: Wolters Kluwer/Lippincott Williams & Wilkins Health. ISBN 978-0-7817-7525-0.
- Snell, Richard S. (2010). 《Clinical neuroanatomy》 7판. Philadelphia: Wolters Kluwer/Lippincott Williams & Wilkins Health. ISBN 978-0-7817-9427-5.
- Mescher, Anthony L. (2021). 《Junqueira's basic histology: text and atlas》 16판. New York: McGraw-Hill. ISBN 978-1260462982.